# Joe Holup
Joseph J. Holup, detto Joe (Swoyersville, 26 febbraio 1934 – Rexford, 28 gennaio 1998), è stato un cestista e allenatore di pallacanestro statunitense, professionista nella NBA.

## Carriera
Venne selezionato dai Syracuse Nationals al primo giro del Draft NBA 1956 (5ª scelta assoluta).

## Palmarès
- NCAA AP All-America Third Team (1956)